# Rob Riggle
Robert Allen Riggle Jr. (Louisville, Kentucky, 1970. április 21. –) amerikai színész, humorista.
Riggle olyan filmekben szerepelt, mint a Másnaposok, a Pancser Police, a Kamuzsaruk, a 22 Jump Street – A túlkoros osztag, a 21 Jump Street – A kopasz osztag, A verda horda – Adj el, vagy hullj el! és a Tesó-tusa.

## Fiatalkora

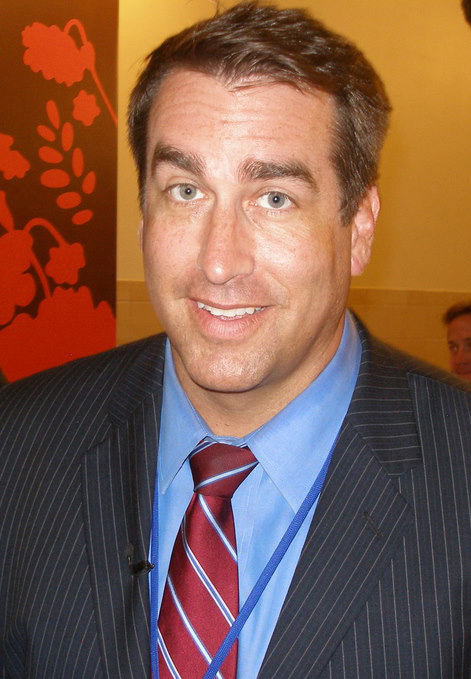
Riggle 2008-ban

Riggle Louisvilleben (Kentucky) született, Sandra és Robert Allen Riggle biztosító fiaként. Családja kétéves korában a Kansas államban lévő Overland Parkba költözött. A Shawnee Mission South Középiskolába járt, ahol részt vett az iskola rádió- és TV-állomásain. A középiskolában őt szavazták meg a leghumorosabb diáknak, és 1988-ban diplomát szerzett. Riggle később részt vett a Kansasi Egyetemen, ahol a Phi Gamma Delta testvériség tagja volt, megszerezte pilótaengedélyét, és 1992-ben bölcsészeti diplomát végzett a színház- és a filmek terén. 1997-ben közigazgatási mester fokozatot szerzett a Websteri Egyetemen.

## Katonai pályafutása
Riggle 1990-ben csatlakozott a tengerészgyalogsághoz. Miután megszerezte pilótaengedélyét az amerikai haditengerészetnél, el kellett hagynia a repülőiskolát, hogy színészi karrierjét folytathassa. Riggle az Egyesült Államok Tengerészgyalogságának tartalékosa volt, és gyakran említette katonai tapasztalatait a The Daily Showban, beleértve a színészetet, valamint a show "katonai elemzőjeként" nyilvánosan viccelődött arról, hogy könnyen megölheti a show bármelyik más tagját. 2007 augusztusában Riggle Irakba utazott, hogy jelentést tegyen a The Daily Shownak, valamint hogy szórakoztassa az USO hatásköre alatt lévő csapatot.
Riggle közügyi tiszt volt egy New York-i székhelyű egységnél és szolgált Libériában, Koszovóban, Albániában és Afganisztánban. Végül elérte az alezredesi rangot és a következő kitüntetései voltak meg; 2 Meritorious Service medál, Navy and Marine Corps Commendation medál, Joint Service Achievement medál, 2 Navy and Marine Corps Achievement medál, 2 Combat Action Ribbon, National Defense Service medál, Kosovo Campaign medál, Afghanistan Campaign medál, Global War on Terrorism Service medál, Humanitarian Service medál, Armed Forces Reserve medál és a NATO medál.
2013. január 1-én Riggle 23 évnyi szolgálat után távozott a Haditengerészeti Szolgálattól.

## Magánélete
2000-ben feleségül vette Tiffany Riggle-t. Két gyermekük van.

## Díjak és kitüntetések
| Gold Award Star     |                     |                     |
| Gold Award Star     |                     | Bronze Service Star |
| Bronze Service Star | Bronze Service Star |                     |
|                     |                     |                     |

| 1. sor | Meritorious Service medál w/ 1 arany díjcsillag | Meritorious Service medál w/ 1 arany díjcsillag | Meritorious Service medál w/ 1 arany díjcsillag | Navy and Marine Corps Commendation medál      | Navy and Marine Corps Commendation medál      | Navy and Marine Corps Commendation medál      | Joint Service Achievement medál                       | Joint Service Achievement medál                       | Joint Service Achievement medál                       |
| 2. sor | Achievement medál / 1 arany díjcsillag          | Achievement medál / 1 arany díjcsillag          | Achievement medál / 1 arany díjcsillag          | Combat Action Ribbon                          | Combat Action Ribbon                          | Combat Action Ribbon                          | National Defense Service medál / 1 szolgálati csillag | National Defense Service medál / 1 szolgálati csillag | National Defense Service medál / 1 szolgálati csillag |
| 3. sor | Kosovo Campaign medál / 1 kampánycsillag        | Kosovo Campaign medál / 1 kampánycsillag        | Kosovo Campaign medál / 1 kampánycsillag        | Afghanistan Campaign medál / 1 kampánycsillag | Afghanistan Campaign medál / 1 kampánycsillag | Afghanistan Campaign medál / 1 kampánycsillag | Global War on Terrorism Service medál                 | Global War on Terrorism Service medál                 | Global War on Terrorism Service medál                 |
| 4. sor | Humanitarian Service medál                      | Humanitarian Service medál                      | Humanitarian Service medál                      | Armed Forces Reserve medál                    | Armed Forces Reserve medál                    | Armed Forces Reserve medál                    | NATO medál az akkori Jugoszláviának                   | NATO medál az akkori Jugoszláviának                   | NATO medál az akkori Jugoszláviának                   |

## Filmográfia

### Film
| Év   | Magyar cím                                          | Eredeti cím                                 | Szerep                       | Magyar hang            | Rendező                              |
| ---- | --------------------------------------------------- | ------------------------------------------- | ---------------------------- | ---------------------- | ------------------------------------ |
| 2003 |                                                     | Pushing Tom                                 | Bob                          |                        | Jonathan Appel                       |
| 2004 |                                                     | Blackballed: The Bobby Dukes Story          | Eddie Reynolds               |                        |                                      |
| 2004 |                                                     | Terrorists                                  | Badger                       |                        | Jay Martel                           |
| 2006 | Taplógáz: Ricky Bobby legendája                     | Talladega Nights: The Ballad of Ricky Bobby | Jack Telmont                 |                        | Adam McKay (1.)                      |
| 2006 | Reszkessetek, repülők!                              | Unaccompanied Minors                        | Hoffman főőr                 |                        | Paul Feig                            |
| 2007 |                                                     | Super High Me                               | önmaga                       |                        | Michael Blieden                      |
| 2008 | Tesó-tusa                                           | Step Brothers                               | Randy                        | Welker Gábor           | Adam McKay (2.)                      |
| 2009 | Másnaposok                                          | The Hangover                                | Fanklin rendőr               | Besenczi Árpád         | Todd Phillips                        |
| 2009 | A verda horda – Adj el, vagy hullj el!              | The Goods: Live Hard, Sell Hard             | Peter Selleck                | Hegedüs Miklós         | Neal Brennan                         |
| 2009 |                                                     | May the Best Man Win                        | John Freeman                 |                        | Adam Fleischhacker                   |
| 2010 |                                                     | High Road                                   | James Malone Sr.             |                        | Matt Walsh                           |
| 2010 | Bérgyilkosék                                        | Killers                                     | Henry                        | Anger Zsolt            | Robert Luketic                       |
| 2010 | Hétmérföldes szerelem                               | Going the Distance                          | Ron                          | Kardos Róbert          | Nanette Burstein                     |
| 2010 | Drágán add a rétedet                                | Furry Vengeance                             | Riggs (cameo)                | Csankó Zoltán          | Roger Kumble                         |
| 2010 | Pancser Police                                      | The Other Guys                              | Evan Martin nyomozó          | Törköly Levente        | Adam McKay (3.)                      |
| 2011 | Larry Crowne                                        | Larry Crowne                                | Jack Strang                  | Kapácsy Miklós         | Tom Hanks                            |
| 2012 |                                                     | Nature Calls                                | Gentry                       |                        | Todd Rohal                           |
| 2012 | Hotel Transylvania – Ahol a szörnyek lazulnak       | Hotel Transylvania                          | Csontváz férj (hangja)       | Garamszegi Gábor       | Genndy Tartakovsky (1.)              |
| 2012 | Lorax                                               | The Lorax                                   | Aloysius O'Hare (hangja)     | Besenczi Árpád         | Chris Renaud                         |
| 2012 | Mindenki szereti a bálnákat                         | Big Miracle                                 | Dean Glowacki                | Kamarás Iván           | Ken Kwapis                           |
| 2012 | 21 Jump Street – A kopasz osztag                    | 21 Jump Street                              | Mr. Walters                  | Kardos Róbert          | Phil Lord és Christopher Miller (1.) |
| 2013 | Gyakornokok                                         | The Internship                              | Randy                        | Király Attila          | Shawn Levy                           |
| 2014 | Kamuzsaruk                                          | Let's Be Cops                               | Segars rendőrtiszt           | Csankó Zoltán          | Luke Greenfield                      |
| 2014 |                                                     | Just Before I Go                            | Rawly Stansfield             |                        | Courteney Cox                        |
| 2014 | 22 Jump Street – A túlkoros osztag                  | 22 Jump Street                              | Mr. Walters (cameo)          | Kardos Róbert          | Phil Lord és Christopher Miller (2.) |
| 2014 | Dumb és Dumber kettyó                               | Dumb and Dumber To                          | Travis / Lippencott százados | Anger Zsolt            | Bobby és Peter Farrelly              |
| 2015 |                                                     | Hell and Back                               | Curt (hangja)                |                        | Tom Gianas                           |
| 2015 | Ross Shuman                                         | Hell and Back                               | Curt (hangja)                |                        |                                      |
| 2015 | Hotel Transylvania 2. – Ahol még mindig szörnyen jó | Hotel Transylvania 2                        | Béla (hangja)                | Törköly Levente        | Genndy Tartakovsky (2.)              |
| 2015 | Élőhalottak: Az őrtorony                            | Dead Rising: Watchtower                     | Frank West                   | Galbenisz Tomasz       | Zach Lipovsky                        |
| 2015 | Megtehetek bármit                                   | Absolutely Anything                         | Grant                        | Kardos Róbert          | Terry Jones                          |
| 2016 | Életem legrosszabb éve                              | Middle School: The Worst Years of My Life   | Medve                        | Varga Rókus            | Steve Carr                           |
| 2016 | Bazi nagy görög lagzi 2.                            | My Big Fat Greek Wedding 2                  | Northwestern képviselője     | Csík Csaba Krisztián   | Kirk Jones                           |
| 2016 |                                                     | True Memoirs of an International Assassin   | William Cobb                 |                        | Jeff Wadlow (1.)                     |
| 2016 |                                                     | Opening Night                               | Goldmeyer                    |                        | Isaac Rentz                          |
| 2017 | Az Emoji-film                                       | The Emoji Movie                             | Jégkrém emoji (hangja)       | Papucsek Vilmos        | Tony Leondis                         |
| 2017 | Hogyan legyél latin szerető                         | How to Be a Latin Lover                     | Scott                        | Sarádi Zsolt           | Ken Marino                           |
| 2017 | A nagy esemény                                      | A Happening of Monumental Proportions       | Mr. Ned Pendlehorn           |                        | Judy Greer                           |
| 2018 |                                                     | Henchmen                                    | Biff (hangja)                |                        | Adam Wood                            |
| 2018 |                                                     | Status Update                               | Darryl Moore                 |                        | Scott Speer (1.)                     |
| 2018 | Esti iskola                                         | Night School                                | Mackenzie                    | Sarádi Zsolt           | Malcolm D. Lee                       |
| 2018 | Éjjeli napfény                                      | Midnight Sun                                | Jack Price                   | Kamarás Iván           | Scott Speer (2.)                     |
| 2018 | 12 katona                                           | 12 Strong                                   | Max Bowers ezredes           | Kárpáti Levente        | Nicolai Fuglsig                      |
| 2019 | Undipofik                                           | UglyDolls                                   | Kiállított robot (hangja)    | nem szólal meg         | Kelly Asbury                         |
| 2020 | Nagypapa hadművelet                                 | The War with Grandpa                        | Artur Decker                 | Stohl András           | Tim Hill                             |
| 2022 | A Bridge Hollow-i átok                              | The Curse of Bridge Hollow                  | John Sully                   | Horváth-Töreki Gergely | Jeff Wadlow (2.)                     |
| 2023 | Kivert kutyák                                       | Strays                                      | Rolf (hangja)                | Törköly Levente        | Josh Greenbaum                       |
| TBA  |                                                     | The Ark and the Aardvark                    | Todd, az elefánt (hangja)    |                        | John Stevenson                       |